# Aphelonema impercepta
Aphelonema impercepta är en insektsart som beskrevs av Doering 1941. Aphelonema impercepta ingår i släktet Aphelonema och familjen Caliscelidae. Inga underarter finns listade i Catalogue of Life.